# Artemio Franchi
Artemio Franchi (22 januari 1922 – 12 augustus 1983) was een Italiaans voetbalbestuurder.
Hij was voorzitter van de Italiaanse voetbalbond (1967-1976, 1978-1980), voorzitter van de UEFA (1973-1983) en tevens lid van het uitvoerend comité van de FIFA (1974-1983). Hij stierf in een verkeersongeval in Siena op 12 augustus 1983.
Het thuisstadion van ACF Fiorentina en dat van AC Siena werden naar hem vernoemd. In 2011 werd hij vanwege zijn verdiensten opgenomen in de Hall of Fame van het Italiaanse voetbal.